# فايرو سليمان
فايرو سليمان (بالأمهرية: ፍሬው ሰለሞን)‏ (من مواليد 18 سبتمبر 1992) هو لاعب كرة قدم إثيوبي محترف يلعب كجناح للنادي الإثيوبي سيداما كوفي والمنتخب الإثيوبي.